# Мидленд (Мэриленд)
Мидленд (англ. Midland) — город в округе Аллегейни в штате Мэриленд в Соединённых Штатах Америки.
Согласно данным переписи населения США 2020 года число жителей города 
составляло 488 человек, что существенно больше, чем во время предыдущей переписи (446 человек).

## История
Мидленд был основан в 1850 году как поселение угледобытчиков. В первой половине XXI века остались только некоторые открытые угольные карьеры.
9 июля 1943 года здесь родилась актриса Сюзанна Роджерс, будущий лауреат Дневной премии «Эмми».
13 января 1964 года близ горы Савидж, произошла катастрофа бомбардировщика B-52 ВВС США, который перевозил две термоядерные бомбы; они были найдены «относительно неповрежденными среди обломков» и через два дня эвакуированы с места крушения; в случае детонации одной из бомб при падении самолёта, Мидленд попал бы в зону поражения, как и находящиеся рядом населённые пункты Бартон, Лонаконинг, Люк и др.

## География
Согласно данным Бюро переписи населения США, общая площадь города составляет 0,19 квадратных миль (0,49 км2), вся эта территория — суша.